# Shichi-go-san
Shichi-Go-San (七五三, bogstaveligt "syv-fem-tre") er et traditionel ritual og festival i Japan for tre- og syvårige piger samt tre- og femårige drenge, som afholdes den 15. november hvert år . Børnene takker derved for sin tilvækst og beder for sit helbred og et langt liv.

## Historie
Skikken forbinder to traditioner: den 15. dag i månekalenderen har ifølge japansk tradition været et godt tidspunkt at gøre noget på det, der en gang var Onigai-dag (den dag, hvor trolden ikke går ud). Desuden var, i månekalenderen, november den måned, hvor man takkede Gud for, at høsten var endt, og takkede for at ens barn er vokset ved i taknemmelighed at gå til helligdommen og på den 15. dag ved fuldmåne komme for at bede om beskyttelse.
En teori om oprindelsen er, at shichi-go-san skulle være startet som at bøn på Tatebayashi slot for godt helbred for Tokugawa Tokutomatsu (1679-1686), Tatebayashi slottets ejer (den femte Tokugawa shogun af Edo-shogunatet, ældste søn af Tokugawa Tsunayoshi) den 15. november i det første år af Tianma (den 24. december 1681).
Oprindeligt var det en lokal skik i Kanto-regionen.
Senere spredte denne ceremoni sig til Kyoto og Osaka, og derfra er den gradvist spredt ud over hele landet.
Fra Meiji-perioden begyndte man at festligholde dagen den 15. november i den nye kalender. I de kolde egne som Hokkaido er tiden omkring den 15. november så kold, at det ofte sker omkring en måned tidligere den 15. oktober.

### Betydning
Shichi-go-san er udviklet som et samlebegreb for flere ældre overgangsritualer for små børn i Japan. Fælles for disse er, at de er blevet til for at fejre og bede for børnenes overgang fra den yngre barndom yoji til den ældre barndom jido. Disse ritualer har varieret over tid og mellem forskellige samfundsklasser og regioner, men de almindeligste har været:
- Kamioki (髪置) var en ceremoni som både drenge og piger gennemgik ved tre års alder. Efter denne måtte de lade deres hår, som indtil da havde været kortklippet, vokse.[4]
- Hakama-gi (袴着) var et ritual, hvorved drenge ved fem års alder måtte bære hakama for første gang.[4]
- Obitoki (帯解) var et ritual, hvorved piger, som var fyldt syv år, erstattede de enkle bånd, som de havde anvendt for at snøre deres kimono, med den traditionelle obi.[4]

## Moderne markering
I dag praktiseres skikken således, at drenge og piger i de angivne aldre klæder sig særligt på, drengene bærer don haori-jakker og hakama, mens pigerne bærer kimono under besøget hos en Jinja. I moderne tid er det blevet mere almindeligt, at børnene ikke bærer de traditionelle japanske højtidsdragter men er klædte på "vestlig" manér.
Eftersom det ikke er en national helligdag, fejres den af de fleste i den nærmeste weekend.
Efter besøget hos en jinja får børnene chitose-ame (千歳飴, lit: "tusind års slik") som anses at give et langt liv. Chitose-ame har formen af to aflange stænger (typisk 15 mm i diameter og 1 m lange), en hvid og en rosa. De kommer i en pose, som er dekoreret med symboler, som ligeledes symboliserer et langt liv, almindeligvis Traner og Skildpadder.
En mere moderne vane er at lade sine børn fotografere i højtidsdragterne.
Undertiden afholdes også formelle banketter ved Shichigosan.